# オーバーマイティンゲン
オーバーマイティンゲン (ドイツ語: Obermeitingen) はドイツ連邦共和国バイエルン州オーバーバイエルン行政管区のランツベルク・アム・レヒ郡に属す町村（以下、本項では便宜上「町」と記述する）で、イグリング行政共同体を構成する自治体の一つである。

## 地理

### 自治体の構成
この町は、公式には3つの地区 (Ort) からなる。このうち小集落や孤立農場などを除く集落を以下に列記する。
- オーバーマイティンゲン
- シュヴァプシュタットル

## 歴史
オーバーマイティンゲンはロッテンブーフ修道院に属した。この村はバイエルン選帝侯領の一部でホーフマルク（農場共同体としての村）を形成していたのだが、1803年に修道院とともに廃止された。バイエルンの行政改革に伴う1818年の市町村令によって現在の自治体が形成された。
1944年8月から1945年4月の「疎開」という名目の死の行進まで、この町にはダッハウ強制収容所の分施設であるランツベルク/カウフェリング外部収容所第9収容所があった。

### 人口推移
- 1970年 1,161人
- 1987年 1,265人
- 2000年 1,490人

## 行政
町長はエルヴィン・ローゼルト (CSU) である。町議会は12議席からなる。

### 紋章
図柄: 赤地と銀地に左右二分割。向かって左は縁に接さず中央に浮いた形の金の先広十字。向かって右は根を張った赤いブナの木。基部には石畳の模様の横帯が左右で銀と黒に塗り分けられて貫いている。

## 引用
1. ↑  https://www.statistikdaten.bayern.de/genesis/online?operation=result&code=12411-003r&leerzeilen=false&language=de Genesis-Online-Datenbank des Bayerischen Landesamtes für Statistik Tabelle 12411-003r Fortschreibung des Bevölkerungsstandes: Gemeinden, Stichtag (Einwohnerzahlen auf Grundlage des Zensus 2011)
2. ↑  Bayerische Landesbibliothek Online